# BuzzFeed
BuzzFeed是一間美國的網路新聞媒體公司，由喬納·派瑞提於2006年在紐約市成立。公司最初是一間研究網路熱門話題的實驗室（viral lab），如今已成為全球性的媒體和科技公司，提供包括政治、手工藝、動物和商業等主題的新聞內容。2011年下半，《Politico》雜誌的班·史密斯受聘為的總編輯，希望能藉此增加較嚴肅之新聞和長篇報導內容。

## 歷史

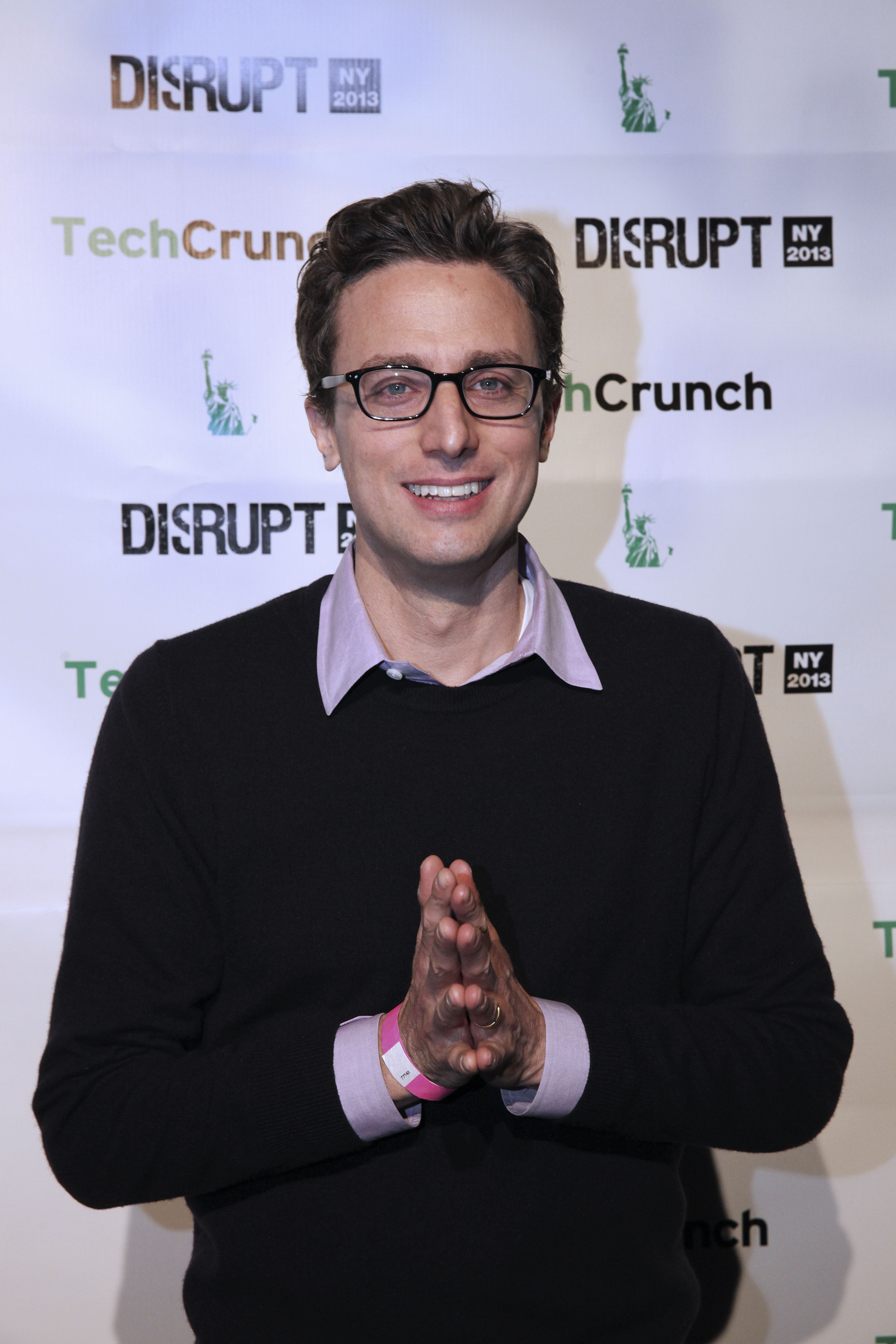
喬納·派瑞提在2006年11月創立了BuzzFeed

### 增資
2014年8月，獲得來自創業投資公司安德森何羅維茲的5,000萬美元資金，是之前數次增資金額合計的兩倍以上。安德森何羅維茲估計的公司價值約為8億5000萬美元。的主要廣告營收來自與報導內容配合的原生廣告，而非橫幅廣告。

### 收購
的首次收購行動是在2012年購入，該公司主要業務是Facebook廣告的最佳化。2014年10月28日，宣布收購，使之成為旗下第一個資料工程小組。
2020年11月，BuzzFeed以股票交易方式收購了Verizon Media的《哈芬登郵報》。

### 上市
2021年6月24日，宣布將與空白支票公司（NASDAQ：ENFA）合併。 擁有2.88億美元的信託資金。該交易包括由牽頭的額外1.5億美元可轉換票據融資支持，投资者包括和。合併後母公司將更名為，並在公開市場上市，股票代碼為。

## 內容
每日皆會更新其網站內容，來源包括公司內記者、特約作者、特約卡通藝術家和社群。網站上常見的內容格式包括列表和各種小測驗。原先僅專門發布能在短時間內吸引大量點閱率的「病毒式內容」（viral content），而根據《紐約時報》，該網站在2014年開始「增加了更多傳統形式的報導內容，建立起發布突發新聞和深度報導文章的形象。」也在2014年刪除了超過4000篇早期的報導內容，根據《紐約客》雜誌的觀察，「很明顯的，隨著時間經過，這些報導看起來顯得越加愚蠢。」
網站的內容被分為28個區塊：新聞、話題（Buzz）、生活、娛樂、測驗、影片、動物、美容、書、商業、重點報導、名人、DIY、食物、點子、LGBT、音樂、育兒、回顧、運動、風格、科技、旅遊、週末和世界。
在2013年12月至2014年4月間經常成為NewsWhip「臉書發布者排行榜」（Facebook Publisher Rankings）的第一名，直到被《哈芬登郵報》取代了這個位置.。

### 影片
製作原創的影片內容，其製片工作室和團隊位於加州洛杉磯。在2012年聘用傑·法蘭克後，開始製作包括和等節目。2014年8月，宣佈成立新部門「電影」（BuzzFeed Motion Pictures），計畫在未來拍攝製作長篇電影。截至2015年4月11日，的YouTube頻道共有超過540萬訂閱人數，所有影片的觀看次數超過25億次。
除了之外，在上也有多個專門的頻道，包括、和等。其中負責發布來自員工的短片，則專門發布「正面的尷尬、能引起共鳴的短篇影片」。

### 社群
2012年7月17日，幽默網站McSweeney's Internet Tendency發表了一篇諷刺性的文章，標題為「文章建議」。作為回應，採納了這些建議，並將列為「社群貢獻者」。這篇文章獲得了超過350,000次的點閱率，使得開始徵求讀者投稿，此舉也吸引了許多媒體關注。隨後，在2013年5月增加了「社群」內容區塊，讓使用者能發布自己的內容。使用者在一開始每日僅能發布一篇文章，但文章上限可隨著使用者「貓力」（Cat Power）的提升而逐漸增加。
的「熱門趨勢」（Trending）內容區塊是由一個「紅色的圓点內含白色上向折線箭頭」符號標示。該區塊分為「當前趨勢」（Trending Now）和「本週熱門文章」（Top Posts This Week）。其中「本週熱門文章」是依據各文章前週的點閱率進行排序。

## 科技和社交媒體
透過創造在社交媒體上被分享的內容來吸引大部份的造訪流量。透過內部的資料分析科學家團隊和面向外部的「社交儀表板」（social dashboard），該公司持續測試與追蹤所有網站內容。撰稿人的內容點擊率排名會列在內部的排行榜上，網站75%的流量來自外部的社交媒體，包括Pinterest、Twitter和Facebook。

## 獎項與榮譽
- 2017年，榮獲威比奖最佳新聞應用程式、最佳採訪/脫口秀等獎項，總裁也被提名為年度出版執行長。
- 2018年，員工被提名且入圍普立茲獎的國際報導類別，以其報導「證實在英、美領土上的政敵暗殺行動與弗拉基米尔·普京有明顯關聯。」
- 2021年，以一系列的創新類報導獲得普立茲獎，這些報導利用衛星照片、三維建築立體成像和大膽的面對面採訪，揭露中國共產黨在新疆地區拘留數十萬穆斯林的再教育營，這是自2012年成立以來的第一次獲獎。和國際記者聯合會的檔案報導，這是有史以來最大的調查性報導，這揭露全球銀行業的貪污問題，進入普立茲獎的最終入圍名單獎的最終入圍者。這一系列報導導致一名前美國財政部官員因洩露數千份政府秘密文件給而被判六個月有期徒刑。的《新疆系列報導》獲得國際報導類冠軍,《檔案報導》被入選為國際報導類的決選名單, 曾兩度入圍普立茲獎決選名單。[33]

## 爭議
長期被指控盜用其他線上和傳統競爭媒體的內容。2012年6月28日，Gawker刊載了一篇標題為「和剽竊問題」（BuzzFeed and the Plagiarism Problem）的文章。2013年3月8日，《大西洋》也出版了一篇關於和盜用問題的文章。
也經常成為多起侵犯著作權訴訟的被告對象，包括使用未經授權的內容以及未列名引用內容的來源。其中之一的案件牽涉到一名攝影師的一張照片，另一起案件則是由一間攝影公司的9位名人攝影師聯合提出。
2014年7月，撰稿人班尼·強森（Benny Johnson）受到多起剽竊的指控。兩位匿名的推特使用者指控強森將他人的作品以自己的名義使用，「直接從其他記者、維基百科和Yahoo! Answers處引用內容且皆未註明來源」。編輯班·史密斯起初為強森辯護，稱他為一名「非常原創的撰稿人」。數日後，史密斯發現強森盜用他人作品多達40次，宣佈解僱強森，並發表了一篇道歉文章 。最後總計有41起內容盜用被發現後更正。強森曾是2008年米特·羅姆尼競選總統團隊的一員，在離開後，獲得保守派雜誌《國家評論》的聘用。
2015年4月，Gawker發現刪除了兩篇批評廣告商的文章。其中一篇文章批評了聯合利華的多芬香皂，另一篇則批評了孩之寶。兩間公司都與有廣告合作。編輯班·史密斯隨後在一封對員工發出的備忘錄中針對自己的行為道歉：「我搞砸了。在過去數月間，我不顧編輯們更好的判斷能力，並完全不尊重我們的標準和流程，兩次要求編輯刪除網站上最近發布的內容。兩起事件都出自相同的原因：我對於網站上個人意見內容爭議的過度反應。當我看見那兩篇文章時，我過度衝動且做出了錯誤反應。我們已經將兩篇文章恢復，並在其中加註了簡短說明 。」數日後，其中一篇遭刪除文章的作者亞拉貝里·西卡迪（Arabelle Sicardi）辭職。根據的內部調查發現，另有三篇文章因批評微軟、百事可樂和聯合利華的產品或廣告而被刪除。

## 外部連結
- 官方网站